# Metković
Metković (Italiaans: Metcovich of Porto Narenta) is een stad in het district Dubrovnik-Neretva in Kroatië. De stad heeft een bevolking van 13.873, de totale gemeente van 15.384 inwoners (2001). 96.42% van de inwoners is Kroaat. De stad ligt in het zuidoosten van Kroatië, aan de boorden van de Neretva, zeer dicht bij de grens met Bosnië en Herzegovina.
In een rechterlijk document uit 1422 wordt de stad voor het eerst genoemd, als een klein boerendorp. Dit bleef het tot aan de 19e eeuw. Gedurende de 19e eeuw werd er door de Oostenrijkse heersers geïnvesteerd in de stad in de vorm van de eerste school en het eerste postkantoor van de regio. Handel met het Ottomaanse Rijk nam toe, de stad werd welvarender, en in 1875 bezocht keizer Frans Jozef I de stad.
Een van de opvallendste kenmerken van de stad is de Kerk van St. Elia. Metković ligt vlak bij de Romeinse nederzetting Narona, nu in Bosnië.
Metković is een druk overstappunt van en naar bussen uit Kroatië en de spoorlijn richting Sarajevo.

## Geboren
- Igor Štimac (6 september 1967), voetballer
- Patrik Čavar (24 maart 1971), handballer
- Hrvoje Vejić (8 juni 1977), voetballer
- Darijo Srna (1 mei 1982), voetballer
- Bruno Petković (16 september 1994), voetballer
- Boško Šutalo (1 januari 2000), voetballer

Steden (gradovi): Dubrovnik · Korčula · Metković · Opuzen · Ploče

Gemeenten (općine): Blato · Dubrovačko Primorje · Janjina · Konavle · Kula Norinska · Lastovo · Lumbarda · Mljet · Orebić · Pojezerje · Slivno · Smokvica · Ston · Trpanj · Vela Luka · Zažablje · Župa Dubrovačka